# Medalla del Centenari de Lenin
La Medalla del Centenari de Lenin (Rus: Медаль «В ознаменование 100-летия со дня рождения Владимира Ильича Ленина») era un orde de la Unió Soviètica atorgada per les fites en sel servei civil, laboral i militar en ocasió del Centenari del naixement de Lenin.
Va ser instituïda per Leonid Bréjnev el 5 de novembre del 1969.
Poden rebre-la els ciutadans soviètics; les empreses, associacions, organitzacions i les divisions administratives de l'Estat, i també els ciutadans i organitzacions estrangeres.
Es penjava a l'esquerra del pit, però en una posició superior a la resta de les medalles. Quan només es llueix la cinta, se situa darrere de la Medalla de la Distinció Laboral.
Va ser atorgada sobre uns 11.000.000 de vegades: la van rebre uns 9 milions de treballadors, uns 2 milions de militars i uns 5.000 membres de les delegacions oficials estrangeres. Juntament amb la medalla s'atorgava un certificat acreditatiu.
Va ser creada per la decisió del Comitè Central del Partit Comunista de la Unió Soviètica, la Presidència del Soviet Suprem de l'URSS, el Consell de Ministres de l'URSS i el Consell Central dels Sindicats de l'URSS mitjançant el Decret 723 del 28 d'agost de 1969. La mateixa medalla, la posició i la descripció van ser instituïdes el 5 de novembre de 1969.
Va ser dissenyada pels pintors Nikolai Aleksandròvitx Halcon (anvers) i Aleksander Vasilevich Kozlov (revers)

## Concessió
La medalla pel treball heroic era atorgada a:
- Atorgada als obrers, als camperols, als especialistes de l'economia nacional, els treballadors de les institucions estatals i les organitzacions socials, els homes de la ciència i la cultura i aquells que hagin demostrat la seva vàlua professional abans del Centenari de Lenin.
- Per aquells que prenguin una part activa en la lluita per l'establiment del poder soviètic o en defensa de la Pàtria, o que hagin aportat mitjançant el treball una aportació important a la construcció del socialisme a l'URSS, o que pel seu exemple personal o la seva activitat pública ajudin al Partit a educar a les noves generacions.[1]

La medalla pel valor militar era atorgada a:
- Als membres de l'Exèrcit Roig, la Flota de Guerra, Tropes del Ministeri d'Afers Interns (MVD) i orgues del Comitè de Seguretat de l'Estat (KGB) que hagin aconseguit uns índexs excel·lents a la preparació de combat i política, en la direcció de l'Exèrcit i en el manteniment del seu estat d'alerta abans del Centenari de Lenin.[1]

També podia ser atorgada als membres del moviment internacional comunista.
El seu estatut va ser esmenat el 18 de juliol de 1980 per decret del Presídium del Soviet Suprem. La medalla es concedia a membres eminents de la societat soviètica, el lideratge militar i membres estrangers dels moviments comunistes i obrers internacionals.

## Disseny
És una medalla de llautó daurat de 32mm d'ample en daurat mate. A l'anvers hi ha la imatge de Lenin al mig mirant a l'esquerra amb les dates "1870-1970" a sota.
Al revers hi ha la diferència: a totes dues es llegeix "En commemoració del 100 aniversari del Naixement de V.I. Lenin"(rus: «В ОЗНАМЕНОВАНИЕ 100-ЛЕТИЯ СО ДНЯ РОЖДЕНИЯ В. И. ЛЕНИНА»). A sota hi ha la falç i el martell; i a la medalla civil hi diu "Per l'Esforç Laboral" i a la militar hi diu "Pel Valor Militar" sota la inscripció. A la part inferior hi ha una estrella de 5 puntes.
Penja d'un galó rectangular (25mmX29mm) de seda vermell. Hi ha 4 franges en groc, a les puntes i al mig.